# International Lawn Tennis Challenge de 1900
O International Lawn Tennis Challenge foi a 1ª edição do que atualmente é conhecida como Copa Davis. Os Estados Unidos sagraram-se campeões.

## Final
| Estados Unidos 3 | Longwood Cricket Club, Boston, Estados Unidos 8 a 10 de agosto de 1900 grama | Longwood Cricket Club, Boston, Estados Unidos 8 a 10 de agosto de 1900 grama | Ilhas Britânicas 0 |     |     |     |   |               |
| \| \| \| \| 1 \| 2 \| 3 \| 4 \| 5 \| \| \| - \| \| -------------------------------------------------------------- \| --- \| --- \| --- \| --- \| - \| ------------- \| \| 1 \| \| Dwight F. Davis Ernest Black \| 4 6 \| 6 2 \| 6 4 \| 6 4 \| \| \| \| 2 \| \| Malcolm Whitman Arthur Gore \| 6 1 \| 6 3 \| 6 2 \| \| \| \| \| 3 \| \| Dwight F. Davis / Holcombe Ward Ernest Black / Herbert Barrett \| 6 6 \| 6 4 \| 6 2 \| \| \| \| \| 4 \| \| Dwight F. Davis Arthur Gore \| 9 7 \| 9 \| \| \| \| não completou \| \| 5 \| \| Malcolm Whitman Earnest Black \| \| \| \| \| \| não jogou \| |                                                                              |                                                                              |                    |     |     |     |   |               |
| |                                                                              |                                                                              | 1                  | 2   | 3   | 4   | 5 |               |
| 1 | Estados Unidos · Reino Unido da Grã-Bretanha e Irlanda                       | Dwight F. Davis Ernest Black                                                 | 4 6                | 6 2 | 6 4 | 6 4 |   |               |
| 2 | Estados Unidos · Reino Unido da Grã-Bretanha e Irlanda                       | Malcolm Whitman Arthur Gore                                                  | 6 1                | 6 3 | 6 2 |     |   |               |
| 3 | Estados Unidos · Reino Unido da Grã-Bretanha e Irlanda                       | Dwight F. Davis / Holcombe Ward Ernest Black / Herbert Barrett               | 6 6                | 6 4 | 6 2 |     |   |               |
| 4 | Estados Unidos · Reino Unido da Grã-Bretanha e Irlanda                       | Dwight F. Davis Arthur Gore                                                  | 9 7                | 9   |     |     |   | não completou |
| 5 | Estados Unidos · Reino Unido da Grã-Bretanha e Irlanda                       | Malcolm Whitman Earnest Black                                                |                    |     |     |     |   | não jogou     |